# 73. Międzynarodowy Festiwal Filmowy w Cannes
73. Międzynarodowy Festiwal Filmowy w Cannes pierwotnie miał odbyć się w dniach 12−23 maja 2020 roku. Przewodniczącym jury konkursu głównego miał zostać amerykański reżyser Spike Lee. Jednakże ze względu na pandemię koronawirusa impreza została początkowo przeniesiona na przełom czerwca i lipca, a następnie całkowicie odwołana.
Na początku czerwca organizatorzy festiwalu przedstawili tytuły 56 filmów selekcji oficjalnej bez tradycyjnego podziału na konkurs główny, sekcję „Un Certain Regard” oraz pokazy pozakonkursowe. Wszystkie wyselekcjonowane filmy podzielono na kategorie: „Stali bywalcy”, „Nowe nazwiska”, „Debiutanci”, „Film nowelowy”, „Dokumenty”, „Komedie”, „Animacje”.
Filmy, które znalazły się w selekcji oficjalnej, musiały mieć docelowo zaplanowaną premierę kinową do wiosny 2021 roku. Mogły być prezentowane na innych festiwalach filmowych pod szyldem 73. MFF w Cannes.
Jedyne nagrody w tej edycji festiwalu zostały przyznane jesienią w sekcji filmów krótkometrażowych, które zaprezentowano w dniach 27−29 października w ramach symbolicznego wydarzenia „Cannes 2020 Special”.

## Członkowie jury

### Cinéfondation i filmy krótkometrażowe
- Damien Bonnard, francuski aktor
- Rachid Bouchareb, algierski reżyser
- Claire Burger, francuska reżyserka
- Charles Gillibert, francuski producent filmowy
- Dea Kulumbegaszwili, gruzińska reżyserka
- Céline Sallette, francuska aktorka[7][8]

## Selekcja oficjalna

### Stali bywalcy
Twórcy, których filmy ponownie prezentowane są w ramach selekcji oficjalnej festiwalu.
| Tytuł polski                                   | Tytuł oryginalny                               | Reżyseria         | Kraj produkcji    |
| ---------------------------------------------- | ---------------------------------------------- | ----------------- | ----------------- |
| DNA                                            | ADN                                            | Maïwenn           | Francja           |
| Prawdziwe matki                                | 朝が来る Asa ga kuru                           | Naomi Kawase      | Japonia           |
| Zombie express 2: Półwysep                     | 반도 Bando                                     | Yeon Sang-ho      | Korea Południowa  |
| Front domowy                                   | Des hommes                                     | Lucas Belvaux     | Francja           |
| Na rauszu                                      | Druk                                           | Thomas Vinterberg | Dania             |
| Lato ’85                                       | Été 85                                         | François Ozon     | Francja           |
| Kurier Francuski z Liberty, Kansas Evening Sun | The French Dispatch                            | Wes Anderson      | Stany Zjednoczone |
| W drodze do krainy szczęścia                   | 헤븐: 행복의 나라로 Hebeun: Haengbokeui Nararo | Im Sang-soo       | Korea Południowa  |
| Żarliwość                                      | 本気のしるし Honki no shirushi                 | Kōji Fukada       | Japonia           |
| Ostatnie słowa                                 | Last Words                                     | Jonathan Nossiter | Włochy            |
| Zostaniemy zapomniani                          | El olvido que seremos                          | Fernando Trueba   | Kolumbia          |
| Mały topór (miniserial, odcinki 1-2)           | Small Axe                                      | Steve McQueen     | Wielka Brytania   |
| O zmierzchu                                    | Sutemose                                       | Šarūnas Bartas    | Litwa             |

### Nowe nazwiska
Twórcy, których filmy prezentowane są w ramach selekcji oficjalnej po raz pierwszy.
| Tytuł polski                         | Tytuł oryginalny                            | Reżyseria                           | Kraj produkcji  |
| ------------------------------------ | ------------------------------------------- | ----------------------------------- | --------------- |
| Amonit                               | Ammonite                                    | Francis Lee                         | Wielka Brytania |
| Dyskretny urok niebezpiecznych myśli | Les choses qu'on dit, les choses qu'on fait | Emmanuel Mouret                     | Francja         |
| Enfant terrible                      | Enfant Terrible                             | Oskar Roehler                       | Niemcy          |
| Luty                                 | Февруари Fevruari                           | Kamen Kalew                         | Bułgaria        |
| Dobry człowiek                       | A Good Man                                  | Marie-Castille Mention-Schaar       | Francja         |
| Oto my                               | הנה אנחנו Hine Anachnu                      | Nir Bergman                         | Izrael          |
| Limbo                                | Limbo                                       | Ben Sharrock                        | Wielka Brytania |
| Nocny lekarz                         | Un médecin de nuit                          | Elie Wajeman                        | Francja         |
| Nadia, motylek                       | Nadia, Butterfly                            | Pascal Plante                       | Kanada          |
| Zwykła obsesja                       | Passion simple                              | Danielle Arbid                      | Francja         |
| Czerwona ziemia                      | Rouge                                       | Farid Bentoumi                      | Francja         |
| Souad                                | ماسي Souad                                  | Ayten Amin                          | Egipt           |
| Sweat                                | Sweat                                       | Magnus von Horn                     | Polska          |
| Teddy                                | Teddy                                       | Ludovic Boukherma i Zoran Boukherma | Francja         |

### Debiutanci
Twórcy, którzy w ramach selekcji oficjalnej prezentują swoje pełnometrażowe debiuty fabularne.
| Tytuł polski                  | Tytuł oryginalny                                                     | Reżyseria                      | Kraj produkcji    |
| ----------------------------- | -------------------------------------------------------------------- | ------------------------------ | ----------------- |
| Połamane klawisze             | Broken Keys                                                          | Jimmy Keyrouz                  | Liban             |
| Dom pamięci                   | Casa de Antiguidades                                                 | João Paulo Miranda Maria       | Brazylia          |
| Początek                      | დასაწყისი Dasackisi                                                  | Dea Kulumbegaszwili            | Gruzja            |
| Kino umiera, mój ojciec także | מותו של הקולנוע ושל אבא שלי גם The Death of Cinema and My Father Too | Dani Rosenberg                 | Izrael            |
| Jeszcze jest czas             | Falling                                                              | Viggo Mortensen                | Stany Zjednoczone |
| Gagarine                      | Gagarine                                                             | Fanny Liatard i Jérémy Trouilh | Francja           |
| Rola mojego życia             | Garçon chiffon                                                       | Nicolas Maury                  | Francja           |
| Ibrahim                       | Ibrahim                                                              | Samir Guesmi                   | Francja           |
| Kryjówka Johna                | John and the Hole                                                    | Pascual Sisto                  | Stany Zjednoczone |
| Pleasure                      | Pleasure                                                             | Ninja Thyberg                  | Szwecja           |
| Szesnaście mgnień wiosny      | Seize printemps                                                      | Suzanne Lindon                 | Francja           |
| Jeśli wiatr ucichnie          | Si le vent tombe                                                     | Nora Martirosyan               | Armenia           |
| Slalom                        | Slalom                                                               | Charlène Favier                | Francja           |
| Łajdak                        | Vaurien                                                              | Peter Dourountzis              | Francja           |
| Krocząc pod wiatr             | 野马分鬃 Ye ma fen zong                                              | Wei Shujun                     | Chiny             |

### Film nowelowy
| Tytuł polski                 | Tytuł oryginalny        | Reżyseria                                                                          | Kraj produkcji |
| ---------------------------- | ----------------------- | ---------------------------------------------------------------------------------- | -------------- |
| Septet: Opowieść o Hongkongu | 七人樂隊 Qi ren yue dui | Ann Hui, Sammo Hung, Ringo Lam, Patrick Tam, Johnnie To, Tsui Hark i Yuen Woo-ping | Hongkong       |

### Dokumenty
| Tytuł polski         | Tytuł oryginalny       | Reżyseria                       | Kraj produkcji                |
| -------------------- | ---------------------- | ------------------------------- | ----------------------------- |
| Dziewięć dni w Rakce | 9 jours à Raqqa        | Xavier de Lauzanne              | Francja                       |
| Płynąc do Kinszasy   | Downstream to Kinshasa | Dieudo Hamadi                   | Demokratyczna Republika Konga |
| Truflarze            | The Truffle Hunters    | Michael Dweck i Gregory Kershaw | Włochy                        |

### Komedie
| Tytuł polski           | Tytuł oryginalny             | Reżyseria        | Kraj produkcji |
| ---------------------- | ---------------------------- | ---------------- | -------------- |
| Osiołek, kochanek i ja | Antoinette dans les Cévènnes | Caroline Vignal  | Francja        |
| Alfredów dwóch         | Les 2 Alfred                 | Bruno Podalydès  | Francja        |
| Weselny toast          | Le discours                  | Laurent Tirard   | Francja        |
| Początek świata        | L'origine du monde           | Laurent Lafitte  | Francja        |
| Komedianci debiutanci  | Un triomphe                  | Emmanuel Courcol | Francja        |

### Animacje
| Tytuł polski        | Tytuł oryginalny         | Reżyseria             | Kraj produkcji    |
| ------------------- | ------------------------ | --------------------- | ----------------- |
| Skorek i czarownica | アーヤと魔女 Âya to majo | Gorō Miyazaki         | Japonia           |
| Przeżyć             | Flee                     | Jonas Poher Rasmussen | Dania             |
| Josep               | Josep                    | Aurel                 | Francja           |
| Co w duszy gra      | Soul                     | Pete Docter           | Stany Zjednoczone |

## Laureaci nagród

### Konkurs filmów krótkometrażowych
Złota Palma dla najlepszego filmu krótkometrażowego
- Boję się, że zapomnę twoją twarz, reż. Sameh Alaa

Nagroda Cinéfondation dla najlepszej etiudy studenckiej
- I miejsce:  CatDog, reż. Ashmita Guha Neogi
- II miejsce:  Ja i moja gruba dupa, reż. Yelyzaveta Pysmak
- II miejsce:  Contraindicaţii, reż. Lucia Chicoş /  I Want to Return Return Return, reż. Elsa Rosengren